# جيم كوك
جيم كوك (بالإنجليزية: Jim Cook)‏ هو لاعب كرة قاعدة أمريكي، ولد في 10 نوفمبر 1879 في وست داندي في الولايات المتحدة، وتوفي في 16 يونيو 1949 في سانت لويس في الولايات المتحدة.

## وصلات خارجية
- جيم كوك على موقعبيزبول رفرنس.كوم (الدوري الرئيسي) (الإنجليزية)
- جيم كوك على موقعبيزبول رفرنس.كوم (الدوري الثانوي) (الإنجليزية)
- جيم كوك على موقع مشجعي الرسوم البيانية (الإنجليزية)